# Nationaler Inventarbericht
Der Nationale Inventarbericht, engl. National Inventory Report (NIR), ist die von den Vertragsstaaten der Klimarahmenkonvention (UNFCCC) der Vereinten Nationen jährlich erstellte Bilanzierung der Treibhausgas-Emissionen. Entscheidend ist diese Berichterstattung vor allem für Umsetzung der Klimarahmenkonvention und des Kyoto-Protokolls und für den Emissionsrechtehandel.

## Berichtsstruktur

### Vorgaben
Umfangreichen Vorgaben des Intergovernmental Panel on Climate Change (IPCC) über Form und Inhalt der Berichte sollen ein hohes Maß an Transparenz und Vergleichbarkeit im internationalen Rahmen ermöglichen.
Der Bericht muss in einer der offiziellen UN-Sprachen eingereicht werden. 

### Teile
Die Berichte bestehen aus einem Text-Teil, der die Methoden beschreibt und die Daten zusammenfasst und einem Tabellen-Teil, der alle vorhandenen Daten in standardisierter Form enthält.

### Aufbau
Die Berichte sind nach Quellgruppen geordnet, d. h. nach für alle Staaten verbindlich im sogenannten Common Reporting Format (CRF) festgelegten Bereichen, in denen Emissionen von Treibhausgasen auftreten. Dies Hauptquellgruppen sind:
1. Energie (zum Beispiel aus fossilen Brennstoffen)
2. Industrieprozesse (zum Beispiel aus der chemischen Industrie)
3. Lösemittel und andere Produktverwendung
4. Landwirtschaft (zum Beispiel aus der Tierhaltung, dem Reisanbau)
5. Landnutzungsänderung und Forstwirtschaft
6. Abfall und Abwasser (zum Beispiel Deponiegase oder aus der Abwasserbehandlung)
7. andere Quellen.

Diese Quellgruppen werden noch weiter unterteilt. So werden beispielsweise die Emissionen der Kraftwerke der öffentlichen Stromversorgung in der Quellgruppe 1A1a.i aufgeführt, die Emissionen bei der Stahlerzeugung entstehen unter 2C1.

### Erfasste Emissionen
Folgende Treibhausgase werden erfasst:
- Kohlenstoffdioxid (CO2)
- Methan (CH4)
- Lachgas (N2O)
- Teilhalogenierte Fluorkohlenwasserstoffe (HFC)
- Perfluorierte Kohlenwasserstoffe (PFC)
- Schwefelhexafluorid (SF6)
- Stickstofftrifluorid (NF3)

Zusätzlich werden noch folgende indirekt wirkende Treibhausgase erfasst:
- Stickoxide (NOx)
- Kohlenstoffmonoxid (CO)
- Flüchtige organische Verbindungen (NMVOC)
- Schwefeldioxid (SO2)

### Einheiten
Da die Treibhausgase alle verschieden wirken, werden die Emissionen aller Treibhausgase auf Gigagramm (Gg, 1 Gg = 1000 Tonnen = 106 kg) CO2-Äquivalent umgerechnet, wobei die Wirksamkeit der Gase auf 100 Jahre bezogen wird.

## Beispiele für Nationale Inventarberichte
Der deutsche Nationale Inventarbericht wird vom deutschen Umweltbundesamt (UBA), der österreichische Bericht vom österreichischen Umweltbundesamt (UBA), der Schweizer NIR vom Bundesamt für Umwelt (BAFU) und der Liechtensteiner NIR vom Amt für Umweltschutz (AUS) erstellt. Die jeweils aktuellen sowie alle alten Nationalen Inventarberichte sind auf der Internetseite der UNFCCC sowie in der Regel auf den Internetseiten der jeweils zuständigen nationalen Behörden einsehbar (siehe Literatur).
Da die Europäische Union das Kyoto-Protokoll unterzeichnet hat, muss sie – obwohl sie kein Staat ist – ebenfalls regelmäßige Inventarberichte an die UNFCCC abgeben.